# Today's Empires, Tomorrow's Ashes
Today's Empires, Tomorrow's Ashes es el tercer álbum de estudio de la banda de punk canadiense Propagandhi. Se publicó en febrero del año 2001. 
El disco fue publicado en Canadá por la discográfica G7 Welcoming Committee Records. En el resto de países fue publicado por Fat Wreck Chords.

## Lista de canciones
1. "Mate Ka Moris Ukun Rasik An" – 3:03
2. "Fuck the Border" – 1:31
3. "Today's Empires, Tomorrow's Ashes" – 2:37
4. "Back to the Motor League" – 2:40
5. "Natural Disasters" – 2:04
6. "With Friends Like These Who the Fuck Needs COINTELPRO?" – 3:23
7. "Albright Monument, Baghdad" – 2:27
8. "Ordinary People Do Fucked-Up Things when Fucked-Up Things Become Ordinary" – 2:17
9. "Ladies' Nite in Loserville" – 1:45
10. "Ego Fum Papa (I Am the Pope)" – 1:38
11. "New Homes for Idle Hands" – 1:44
12. "Bullshit Politicians" – 1:33
13. "March of the Crabs" – 1:56
14. "Purina Hall of Fame" – 4:43

## Personal
- Chris Hannah - Guitarra y voz
- Jord Samolesky - Batería
- Todd Kowalski - Bajo